# Park Narodowy Nevado del Huila
Park Narodowy Nevado del Huila (hiszp. Parque nacional natural Nevado del Huila) – park narodowy w Kolumbii położony w departamentach Tolima, Cauca i Huila. Został utworzony 5 lutego 1977 roku i zajmuje obszar 1638,42 km².  Od 1979 roku wraz z Parkiem Narodowym Puracé i Parkiem Narodowym Cueva de los Guácharos tworzy rezerwat biosfery UNESCO o nazwie „Cinturón Andino”. W 2005 roku park został zakwalifikowany przez BirdLife International jako ostoja ptaków IBA. Na północ od niego znajduje się Park Narodowy Las Hermosas-Gloria Valencia de Castaño.

## Opis
Park obejmuje fragment Kordyliery Środkowej, w dorzeczach rzek Cauca i Magdalena, na wysokościach od 2600 do 5364 m n.p.m. W środkowej części parku znajduje się najwyższy szczyt Kordyliery Środkowej, czynny wulkan Nevado del Huila (5364 m n.p.m.). Na najniżej położonej części parku rośnie tropikalny wilgotny las górski. Wyżej występuje paramo. Najwyższą część pokrywają lodowce i wieczny śnieg.
Średnia roczna temperatura w parku wynosi w zależności od wysokości od +3 °C do +13 °C, a średnie roczne opady od 1000 mm do 2800 mm.

## Flora
W parku rosną m.in. narażone na wyginięcie (VU): Retrophyllum rospigliosii, Cedrela montana, Ceroxylon quindiuense i Aniba perutilis.

## Fauna
W parku występuje 28 gatunków ssaków, 237 gatunków ptaków, 8 gatunków płazów i 23 gatunki gadów.
Z ssaków żyje tu zagrożony wyginięciem (EN) tapir górski, narażone na wyginięcie (VU) andoniedźwiedź okularowy, mazama karłowata i ocelot tygrysi, a także m.in.: pudu północny, ocelot wielki, oposik wenezuelski, ostronosek górski, pakarana Branickiego, miękkokolec białoogonowy, mulak białoogonowy.
Ptaki tu występujące to narażone na wyginięcie (VU) kondor wielki, kacykarz i  stokówka rdzawoczelna, a także m.in.: krogulczyk kryzowany, złotopiórka, andotukan niebieski, kusaczka rdzawo-szara, andowiec rdzawobrzuchy, ziarnołusk maskowy.